# Đá An Nhơn Nam
Đá An Nhơn Nam là một rạn san hô thuộc cụm Loại Ta của quần đảo Trường Sa. Đá này nằm cách đảo chính Loại Ta khoảng 8.5 km về phía đông-đông bắc và cách đá An Nhơn 4.6 km về phía tây nam. Toạ độ địa lý của đá An Nhơn Nam là 10°41′24″B 114°29′42″Đ / 10,69°B 114,495°Đ.
Đá An Nhơn Nam là đối tượng tranh chấp giữa Việt Nam, Đài Loan, Philippines và Trung Quốc. Hiện chưa rõ nước nào thực sự kiểm soát rạn san hô này. 
| đá An Nhơn Bắcđá An Nhơnđá An Nhơn Namđá Sa Huỳnhđảo Loại Tađảo Loại Ta Tâybãi Loại Ta Nam đá An Lãobãi Đườngđảo Bến Lạcđá Cá Nhámđá Tân ChâuVị trí của đảo Loại Ta Tây và các thực thể của Cụm Loại Ta (nguồn ảnh: NASA). |